# Милеєв (присілок)
Милеєв (рос. Милеев) — присілок в Кіровському районі Калузької області Російської Федерації.
Населення становить 0 осіб. Входить до складу муніципального утворення Присілок Буда.

## Історія
Від 2004 року входить до складу муніципального утворення Присілок Буда.

## Населення
1. Н/Д[2]